# Потенсия (футбольный клуб)
«Поте́нсия» (исп. Institución Atlética Potencia) — уругвайский футбольный клуб из города Монтевидео.

## История
«Потенсия» (в переводе с испанского может означать, помимо прочего, «мощность» или «силу») была основана 13 февраля 2001 года в промышленном припортовом районе Монтевидео Ла-Теха, в котором, в частности, находится единственный в Уругвае нефтеперерабатывающий завод. В районе находится достаточно много спортивных клубов, самым известным из которых является «Прогресо». Поэтому группа друзей, которая основала клуб, в первые годы даже и не планировала участвовать в турнирах — команда играла только в товарищеских матчах, причем не только в футбол, но и в мини-футбол. В 2005 году «Потенсия» присоединилась к Уругвайской федерации пляжного футбола и футволея, чтобы участвовать в соревнованиях по пляжному футболу. Наконец, в 2006 году клуб стал членом Уругвайской футбольной ассоциации, однако в следующие четыре сезона выступал только в соревнованиях по мини-футболу и пляжному футболу. Только в 2010 году футбольная команда «Потенсии» дебютировала во Втором любительском дивизионе Уругвая. С тех пор клуб неизменно участвовал в третьем эшелоне уругвайского клубного футбола, в котором фактически выступают полупрофессиональные команды, в том числе после его реорганизаций — в 2017—2018 годах турнир назывался Второй национальный дивизион B, а с 2019 года — Первый любительский дивизион.
В 2022 году турнир в Первом любительском дивизионе был многоступенчатым. В своей группе B «Потенсия» заняла третье место (шестое в суммарной таблице) и вышла в финальный этап. В нём команда заняла четвёртое место, что дало право сыграть стыковые матчи с предпоследней командой Второго дивизиона «Сентраль Эспаньолом». В первой игре 23 октября команды сыграли вничью 0:0. Через неделю «Потенсия» обыграла соперника со счётом 3:2, и впервые в своей истории завоевала путёвку во Второй профессиональный дивизион Уругвая.

## Стадион
«Потенсии» принадлежит стадион «13 февраля», названный в честь дня основания клуба. Однако из-за небольшой вместительности (1 тысяча зрителей) для официальных матчей «Потенсия» арендует другие арены. В частности, ответную игру против «Сентраль Эспаньола» в стыковых матчах 2022 года команда провела на Олимпийском стадионе.